# Pequenas Caixas
Pequenas Caixas é o segundo álbum de estúdio da banda brasileira Leela. O álbum foi lançado em 2007 pela Universal Music.

## Faixas
1. Amor Barato
2. Pequenas Caixas
3. 1 Beijo Pede Bis
4. 6 Horas Sem Desculpas
5. Mundo Visionário
6. Garota-Espelho
7. P.S.
8. Amores Frágeis
9. Cortina
10. Refém
11. Delirium
12. Sem Final

## Singles
- Pequenas Caixas
- Mundo Visinário
- Cortina (Single Promocional)